# Oratorio di San Giovanni Battista e Sant'Ilario di Poitiers
L'oratorio di San Giovanni Battista e Sant'Ilario di Poitiers è un edificio sacro che si trova a Rosignano Marittimo.
La chiesa fu costruita nel XVI secolo, ma le origini della pieve preesistente risalgono al XII secolo.
Sulla facciata a capanna si apre il portale d'ingresso sovrastato da un frontespizio interrotto con al centro un bassorilievo in marmo raffigurante il monogramma di Cristo. È realizzata in conci di pietra calcarea che assumono andamenti irregolari seguendo il perimetro murario.
Sul lato occidentale sono ancora visibili elementi architettonici dell'antica pieve, come le due bifore con colonna e capitello in marmo bianco e le due mensole in travertino.
Ha pianta ad aula a forma rettangolare con soffitto a capriate lignee. I danni provocati dalla seconda guerra mondiale sono evidenti soprattutto nell'interno, dove è andata distrutta gran parte degli arredi.